# Battaglia di Varna
La battaglia di Varna fu l'episodio bellico culminante della crociata lanciata da papa Eugenio IV contro gli ottomani. Fu combattuta il 10 novembre 1444, tra le truppe del sultano Murad II e una coalizione di eserciti balcanici capitanata dal re d'Ungheria Ladislao III Jagellone.

## La crociata di Varna

### Antefatto
A seguito degli accordi raggiunti durante il lungo concilio di Basilea, Ferrara e Firenze, nel 1438 l'imperatore bizantino Giovanni VIII Paleologo (1425-1448) firmò la riunificazione delle Chiese (quella ortodossa e quella cattolico romana). Le motivazioni del basileus erano a quel tempo più politiche che religiose: il trattato voleva essere prova di buona volontà nei confronti del papa e dei potentati cristiani d'Europa per convincerli a unirsi ai Bizantini nella lotta contro i Turchi ottomani.

### La crociata di papa Eugenio IV
Nell'anno 1443 papa Eugenio IV proclamò una crociata contro gli Ottomani, non solo per tutelare gli interessi dei Bizantini, ma anche perché la nazione cristiana cattolica d'Ungheria si sentiva minacciata dagli ottomani dopo l'assedio, fortunatamente fallito, di Belgrado nel 1440. Venne quindi creata una coalizione a cui parteciparono il re d'Ungheria e Polonia, Ladislao III Jagellone, il Voivoda di Transilvania e comandante militare della coalizione, Giovanni Hunyadi, il despota serbo Đurađ Branković e Mircea II di Valacchia, figlio del voivoda Vlad II Dracul.
Branković penetrò vittoriosamente in Bulgaria, liberando Nissa e Sofia e infliggendo ripetute sconfitte alle truppe ottomane, tanto che queste si dovettero ritirare. I continui successi dei cristiani, uniti al fatto che si trovava a combattere su molti fronti (Anatolia, Albania, Morea), preoccuparono molto il sultano Murad, tanto che egli firmò un trattato di pace ad Adrianopoli (l'attuale Edirne) in cui impegnava l'Impero ottomano a non attaccare per dieci anni alcun Paese cristiano, assegnando alcuni territori all'Ungheria e alla Serbia.
Tale esito del conflitto non soddisfece il Pontefice, secondo il quale tutta l'area dei Balcani avrebbe dovuto essere liberata dal controllo degli Ottomani. Furono invalidati i trattati fino ad allora sottoscritti. Il re d'Ungheria fu convinto a riprendere la guerra e, all'inizio della "crociata", Venezia dispiegò subito in mare la sua potente marina, disponendola tra i Balcani e l'Asia Minore, in modo da presidiare i Dardanelli e da dividere in due l'Impero ottomano.
 Quando Murad II venne a conoscenza delle manovre dei cristiani, non esitò a radunare tutto il suo esercito e a farlo sbarcare nei Balcani; questa impresa fu favorita dalle avverse condizioni atmosferiche per la marina veneziana, oppure forse fu aiutato dalle navi dei genovesi.

## La battaglia di Varna

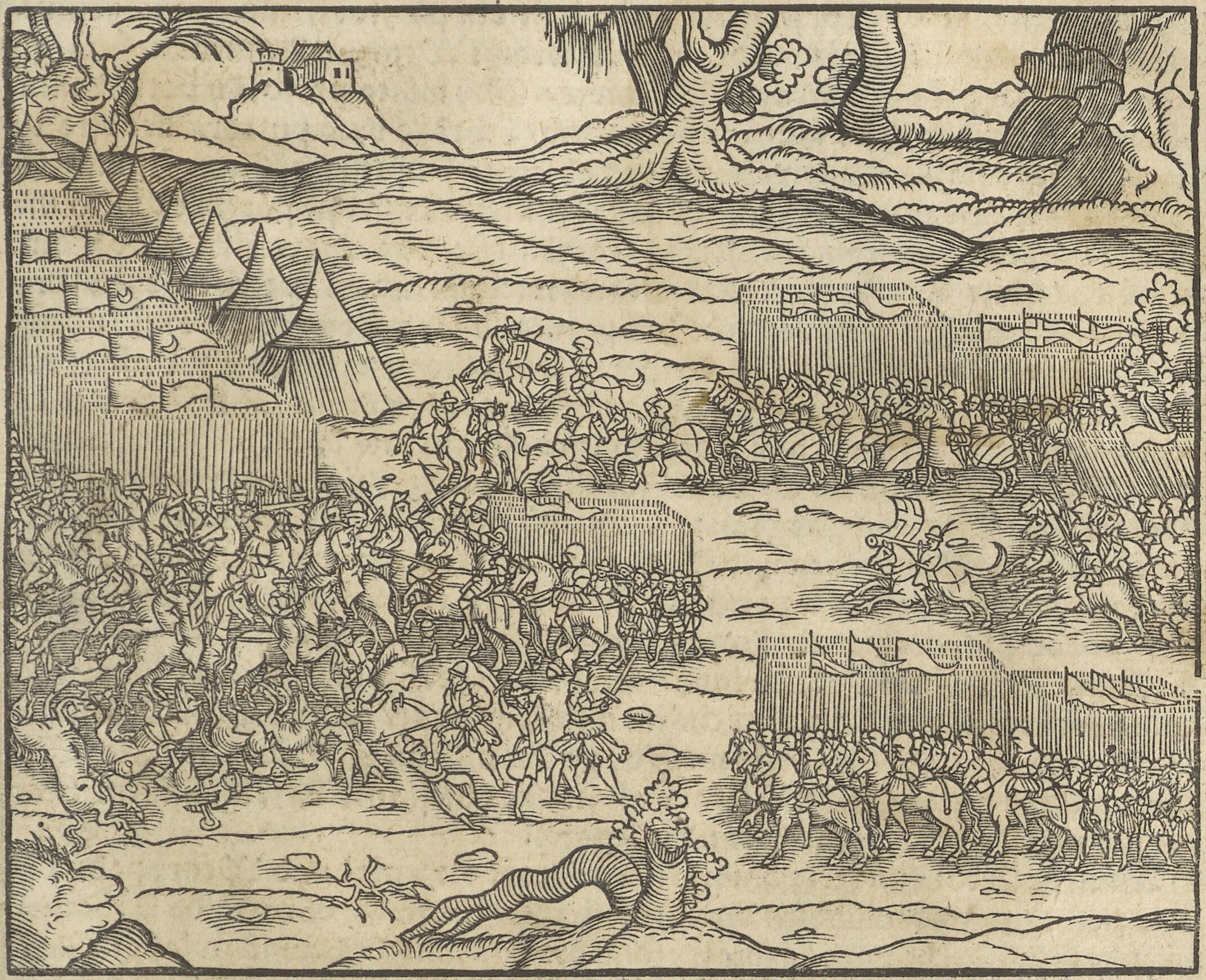
Una rappresentazione del 1564 della battaglia di Varna.

Il 10 novembre 1444, presso Varna (Bulgaria), le forze di Ladislao III e Murad II s'impegnarono nella decisiva battaglia di Varna.

### Schieramenti
L'esercito cristiano scendeva in battaglia con una forte inferiorità numerica: le forze in campo erano pari a circa un terzo di quelle turche.

### Lo scontro
Nonostante lo svantaggio numerico, Giovanni Hunyadi, con la metà delle forze ungheresi, mise in scacco l'esercito di Murad. Il vantaggio guadagnato dal Cavaliere Bianco venne però sprecato dal giovane Ladislao. Il re d'Ungheria, rimasto alla retroguardia, si gettò nella mischia con il resto della truppa, ma si schiantò contro i giannizzeri di Murad che lo fecero a pezzi. Caduto il loro re, gli ungheresi si diedero alla fuga, massacrati dai turchi.

### La rotta cristiana
Tra i caduti cristiani si contarono il re di Ungheria e Polonia Ladislao III e il legato papale Giuliano Cesarini.
Giovanni Hunyadi scampò a stento alla cattura. I superstiti crociati ripararono oltre il Danubio sotto il comando di Mircea II di Valacchia, mentre pare che Giovanni venisse catturato dal padre di Mircea, Vlad II Dracul, che lo liberò previo pagamento di un riscatto da parte della nobiltà ungherese.

## Conseguenze

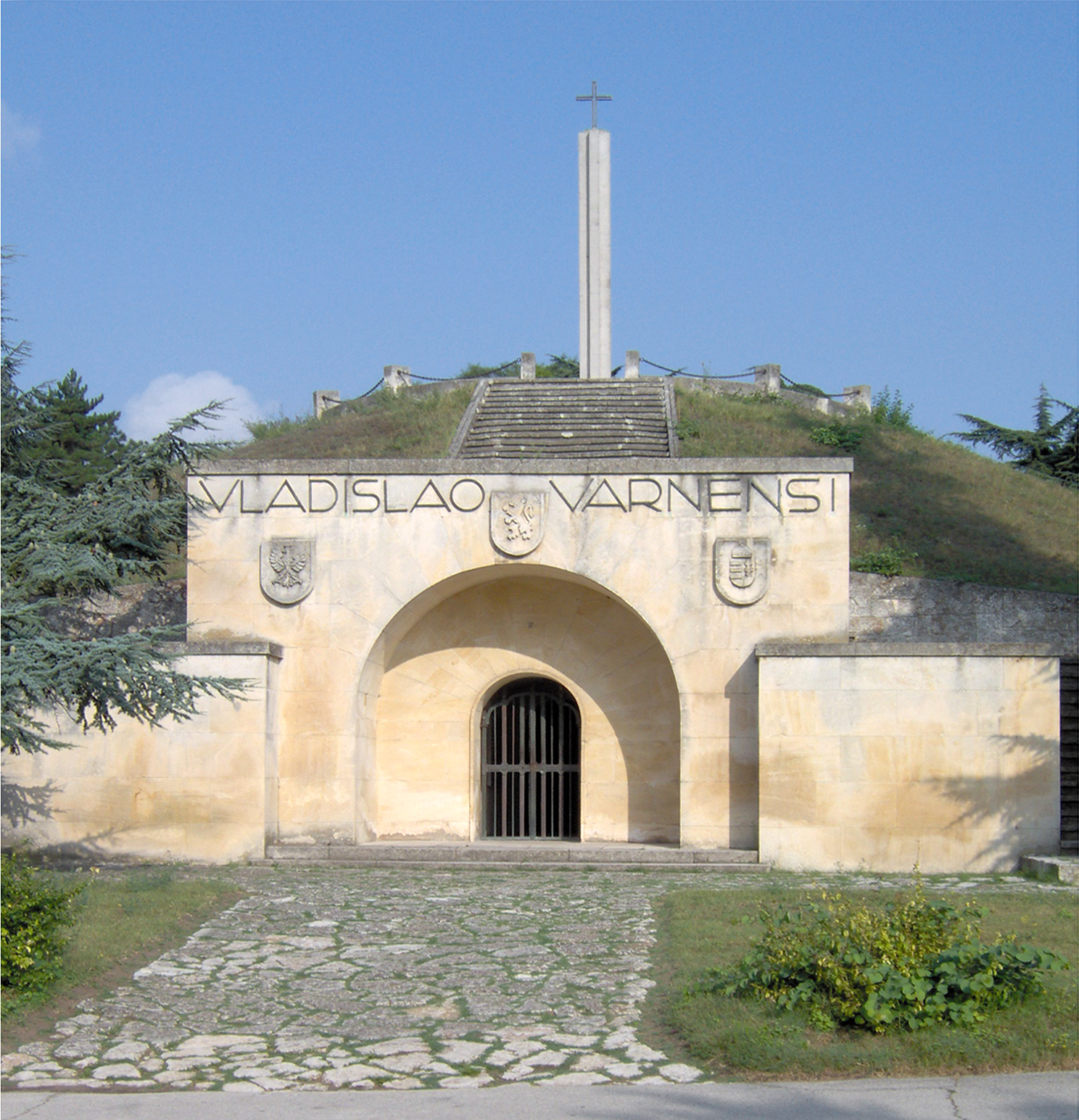
Costruzione dedicata alla memoria della battaglia di Varna - Varna (Bulgaria)

Grazie alla vittoria, l'Impero ottomano riuscì a mantenere il suo potere nei Balcani e, conseguentemente, il trattato di pace fu di fatto sospeso.
Il basileus Giovanni VIII, che più di tutti aveva operato per la buona riuscita della Crociata, fu costretto a congratularsi con il sultano, del quale era vassallo, della prestigiosa vittoria ottomana sui crociati. Finita ogni speranza di sostegno da parte della cristianità occidentale, il Paleologo morirà nel 1448, triste e senza più forze.
 Le ultime vestigia dell'Impero lo seguiranno poco dopo, con la caduta di Costantinopoli nel 1453 e la capitolazione della Morea nel 1460 e dell'Impero di Trebisonda nel 1461.